# Jehan d'Estaires
Jehan d'Estaires était un seigneur médiéval du XIe siècle, qui vécut principalement en Flandre.

## Le chevalier
Jehan d'Estaires était le 2e seigneur de la ville d'Estaires. À la suite du concile de Clermont (1095), il répondit à l'appel d'Urbain II et prit part à la Première Croisade. Suivant Godefroy de Bouillon et Baudouin de Boulogne, il participa à la prise de Constantinople et de Jérusalem.
À la fin de la Croisade, il rentra en Flandre. Son blason devint celui de sa ville, Estaires.

## Le géant
À la fin du XIXe siècle, les habitants d'Estaires décident de fabriquer un géant comme de nombreuses villes voisines du Nord de la France. Pour rendre hommage au chevalier qui a fait honneur à la cité, ils choisissent de le créer à l'effigie de Jehan d'Estaires.
Ce géant d'osier porté à épaules d'homme participe aux festivités de la ville, notamment à la Cavalcade et la Ducasse.
Malheureusement, comme presque la totalité de la ville, Jehan d'Estaires sera détruit lors de la Première Guerre mondiale.